# تمارة ويتمر
تمارة ويتمر (بالإنجليزية: Tamara Witmer)‏ هي عارضة أمريكية، ولدت في 21 مارس 1984 في فالنسيا، سانتا كلاريتا، كاليفورنيا في الولايات المتحدة.

## وصلات خارجية
- تمارة ويتمر على موقع IMDb (الإنجليزية)
- تمارة ويتمر على موقع قاعدة بيانات الفيلم (الإنجليزية)